# 8526 Takeuchiyukou
8526 Takeuchiyukou è un asteroide della fascia principale. Scoperto nel 1992, presenta un'orbita caratterizzata da un semiasse maggiore pari a 2,3844598 UA e da un'eccentricità di 0,1393858, inclinata di 6,21970° rispetto all'eclittica.